# 登丘萊什蒂鄉
44°44′N 23°45′E / 44.733°N 23.750°E
登丘萊什蒂鄉（羅馬尼亞語：Comuna Dănciulești, Gorj），是羅馬尼亞的鄉份，位於該國西南部，由戈爾日縣負責管轄，面積60平方公里，海拔高度254米，2007年人口2,735，人口密度每平方公里46人。